# Show
|  | Denne artikel er oprettet af botten PalnaBot ud fra en ekstern database. Den kan derfor have sproglige fejl eller mangler. Denne skabelon kan fjernes efter kontrol af indholdet. |

Show er en film instrueret af Lizzie Corfixen.

## Handling
En reportage fra et modeshow, set både foran og bagved kulisserne. For yderligere uddybning af emnet se MODELLERNE.